# Clergues regulars
Els ordes de clergues regulars són comunitats religioses catòliques compostes majoritàriament o exclusivament per sacerdots que opten per viure en comunitat, seguint una regla determinada, per tal de perfeccionar la seva vida i el seu ministeri.

## Ordes de clergues regulars
Aquest tipus d'orde religiós es van fundar al segle xvi, amb la fundació de l'orde dels teatins en 1524. Des de llavors, no se n'han fundat més, tot i que el terme de "clergues regulars" s'ha afegit als noms d'algunes congregacions religioses o pies.
- Congregació de Clergues Regulars (Teatins), Roma, 1524
- Clergues Regulars del Bon Jesús, Ravenna, 1526-1651
- Clergues Regulars de Sant Pau (Barnabites), Milà, 1530
- Clergues Regulars de Somasca (Somascos), Somasca, 1532
- Companyia de Jesús (Jesuïtes), París, 1534
- Clergues Regulars de la Mare de Déu (Lleonardins), Lucca, 1583
- Clergues Regulars Ministres dels Malalts (Camils), Roma, 1584
- Clergues Regulars Menors (Caracciolins), Nàpols, 1588
- Clergues Regulars Pobres de la Mare de Déu de les Escoles Pies (Escolapis), Roma, 1597

La Congregació de Clergues Marians va néixer a Polònia en 1673 com a orde de clergues regulars, però més tard (1910) va ser transformada en congregació clerical.